# Back Home (A Man)
"Back Home (A Man)" is een nummer van de Nederlandse band Cuby + Blizzards. Het nummer verscheen niet op een regulier studioalbum, maar werd in 1966 uitgebracht als single.

## Achtergrond

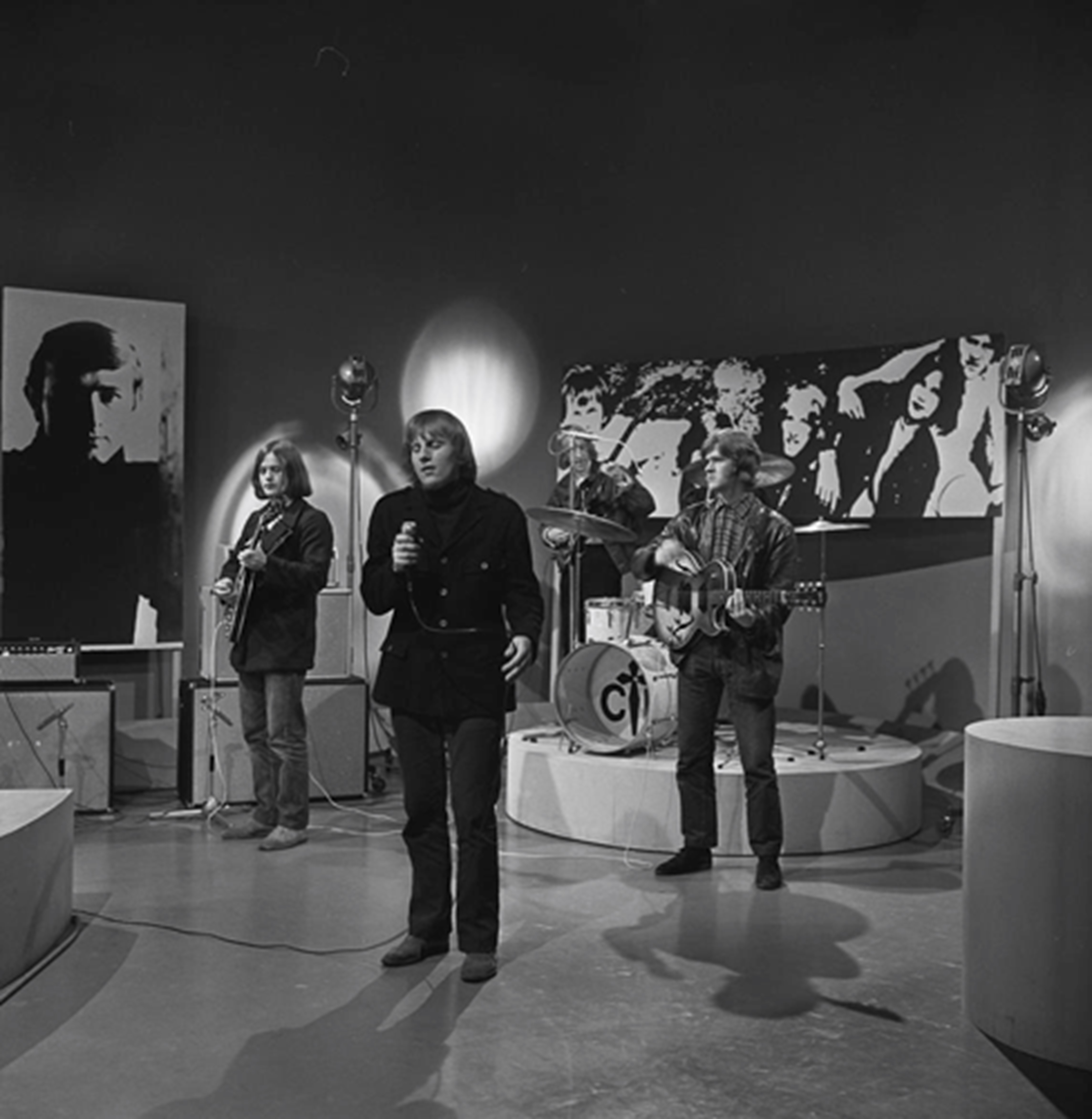
Cuby + Blizzards in het televisieprogramma Fanclub in 1966, waar zij "Back Home (A Man)" speelden

"Back Home (A Man)" is geschreven door gitarist Eelco Gelling en zanger Harry Muskee. Het is de laatste single van de groep waarop Dick Beekman te horen is als drummer, die overstapte naar de band Ro-d-Ys. Ter promotie speelden Cuby + Blizzards het nummer in het televisieprogramma Fanclub in de uitzending van 15 oktober 1966.
"Back Home (A Man)" werd de eerste hit van Cuby + Blizzards. De single kwam tot plaats 33 in de Nederlandse Top 40. Er werden twee verschillende singles uitgebracht met verschillende B-kanten: op een single stond "Sweet Mary" op de achterkant, terwijl dit op de andere single "You Don't Know" was.

## Hitnoteringen

### Nederlandse Top 40
| Hitnotering: 17-09-1966 t/m 08-10-1966 | Hitnotering: 17-09-1966 t/m 08-10-1966 | Hitnotering: 17-09-1966 t/m 08-10-1966 | Hitnotering: 17-09-1966 t/m 08-10-1966 | Hitnotering: 17-09-1966 t/m 08-10-1966 | Hitnotering: 17-09-1966 t/m 08-10-1966 |
| Week                                   | 1                                      | 2                                      | 3                                      | 4                                      |                                        |
| -------------------------------------- | -------------------------------------- | -------------------------------------- | -------------------------------------- | -------------------------------------- | -------------------------------------- |
| Nummer                                 | 39                                     | 33                                     | 33                                     | 38                                     | uit                                    |

### NPO Radio 2 Top 2000
| Nummer met noteringen in de NPO Radio 2 Top 2000 | '00 | '01 | '02  | '03  | '04  | '05  | '06  | '07  | '08  | '09-'10 | '11  |
| ------------------------------------------------ | --- | --- | ---- | ---- | ---- | ---- | ---- | ---- | ---- | ------- | ---- |
| Back Home (A Man)                                | 780 | -   | 1153 | 1174 | 1007 | 1518 | 1393 | 1132 | 1243 | -       | 1556 |

1. ↑  Een '-' betekent dat het nummer niet was genoteerd en een vetgedrukt getal geeft de hoogste notering aan.
2. ↑  2000 was het eerste jaar met een notering voor dit nummer.
3. ↑  Deze tabel is bijgewerkt tot en met de laatste editie (2024).